# شو لو
شو لو (چینی ساده: 罗志祥; چینی سنتی: 羅志祥; پین‌یین: Luó Zhìxiáng؛ انگلیسی: Show Luo؛ زادهٔ ۳۰ ژوئیه ۱۹۷۹) بازیگر، خواننده، هنرمند رقص، مجری تلویزیون اهل چین است. وی نخستین خواننده پاپ که در سال ۲۰۱۰ در عرض بیست و چهار ساعت، سه کنسرت در «تایپه آرنا» برگزار کرد.
از فیلم‌ها یا برنامه‌های تلویزیونی که وی در آن نقش داشته است، می‌توان به سفر به غرب: چیرگی بر ارواح خبیث و پری دریایی و فولاد خونین اشاره کرد.